# Fredrik Löwenadler (1895–1967)

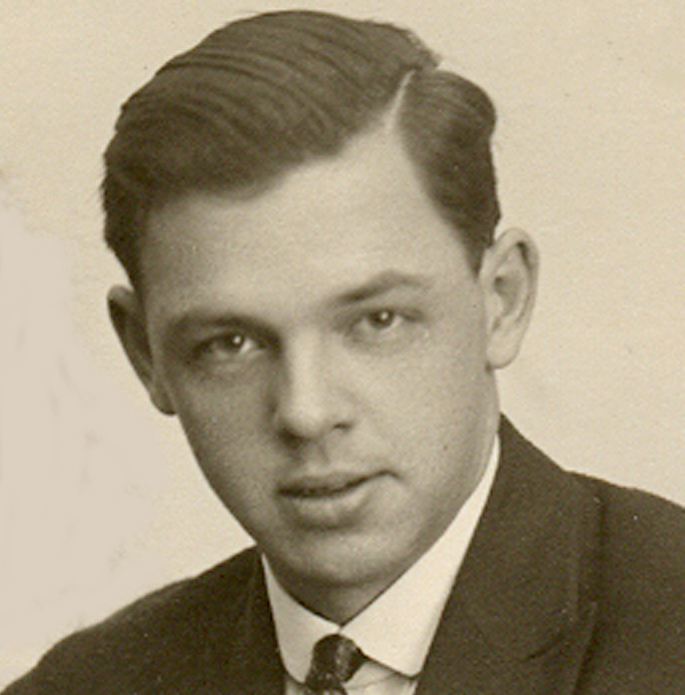
Fredrik Löwenadler

Fredrik Wilhelm Löwenadler, född 12 september 1895 i Göteborg, död 3 september 1967, var en svensk simmare som deltog i Olympiska sommarspelen 1912 i Stockholm. Han tävlade för Simklubben Göteborg.